# Martin Delgado

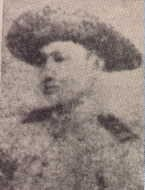
Martin Delgado

Martin Delgado (Santa Barbara, 11 november 1858 - Culion, 12 november 1918) was een Filipijns generaal ten tijde van het tweede deel van de Filipijnse Revolutie. 

## Biografie
Martin Delgado werd geboren op 7 juni 1920 in Santa Barbara in de Filipijnse provincie Iloilo. Hij was het tweede kind van Jacinto Delgado en Gabriela Bermejo, een welgestelde familie die behoorde tot de lokale Filipijnse elite. Hij kreeg onderwijs aan de lokale parochieschool en het seminarie van San Vicente de Ferrer in Jaro. Later voltooide hij een lerarenopleiding aan het Ateneo de Manila in de Filipijnse hoofdstad. Hij was docent op een lokale school in Iloilo en werd later benoemd tot teniente mayor (burgemeester) van Santa Barbara. Ook was hij capitan municipal en vredesrechter. Delgado werd in mei 1898 door de Spaanse generaal Ricardo Monet benoemd tot kapitein van de lokale militia. 
Na de uitbraak van de Filipijns-Amerikaanse Oorlog en de Amerikaanse verovering van Iloilo City sloot hij zich aan bij de revolutionaire beweging. Generaal Emilio Aguinaldo benoemde hem in september 1899 tot gouverneur van Iloilo en generaal van de lokale Filipijnse troepen. Onder leiding van Delgado hanteerden de Filipijnse revolutionaire troepen een guerrillatactiek in hun strijd tegen de Amerikanen. Na verloop van tijd nam de druk op Delgado om zich over te geven toe. Met name de Filipijnse elite wilde een einde aan de oorlog. Op 2 februari 1901 gaf hij zich formeel over. In april van dat jaar werd hij vervolgens door de Amerikanen benoemd tot gouverneur van Iloilo. Op 3 maart 1902 werd hij bij de eerste lokale verkiezingen gekozen tot gouverneur van Panay. Na het vervullen van zijn termijn keerde hij in 1904 terug in zijn geboorteplaats Santa Barbara waar hij de vijfde municipal president werd. In november 1907 deed hij mee aan de verkiezingen voor een zetel in het Filipijns Assemblee. Hij verloor de verkiezingen echter. Niet lang daarna werd hij opgepakt, omdat hij zou lijden aan lepra. Hij woonde daarna tot zijn dood in de leprakolonie in Culion, provincie Palawan, waar hij in 1918 overleed, 1 dag na zijn 60e verjaardag.